# 琳达·林格尔
琳达·林格尔（英語：Linda Lingle，1953年6月4日—），原名琳达·卡特（英語：Linda Cutter），美国政治人物，共和黨籍。於2002年至2010年担任第6任夏威夷州州长。琳达·林格尔为夏威夷州首位女性州长。